# ستيفاني روثمان
ستيفاني روثمان (بالإنجليزية: Stephanie Rothman)‏ هي منتجة أفلام وكاتبة سيناريو ومخرجة أمريكية، ولدت في 9 نوفمبر 1936 في باترسون في الولايات المتحدة.

## وصلات خارجية
- ستيفاني روثمان على موقع IMDb (الإنجليزية)
- ستيفاني روثمان على موقع ألو سيني (الفرنسية)
- ستيفاني روثمان على موقع أول موفي (الإنجليزية)
- ستيفاني روثمان على موقع قاعدة بيانات الأفلام السويدية (السويدية)
- ستيفاني روثمان على موقع قاعدة بيانات الفيلم (الإنجليزية)
- ستيفاني روثمان على موقع كينوبويسك (الروسية)